# Barachiel
Barachiel, a także Barakiel (hebr. ברכיאל, „błyskawica Boża”), Barbiel, Barchiel, Barkiel (z heb. ברכיאל „błogosławieństwo Boga”) – według tradycji judaistycznej, bizantyjskiej tradycji katolickiej i prawosławnej jeden z siedmiu archaniołów, ostatni w porządku, ale nie w godności; jeden z czterech wodzów Serafinów, książę drugiego nieba i anielskiego Chóru wyznawców. Jest archaniołem błogosławieństw.

## Patronat

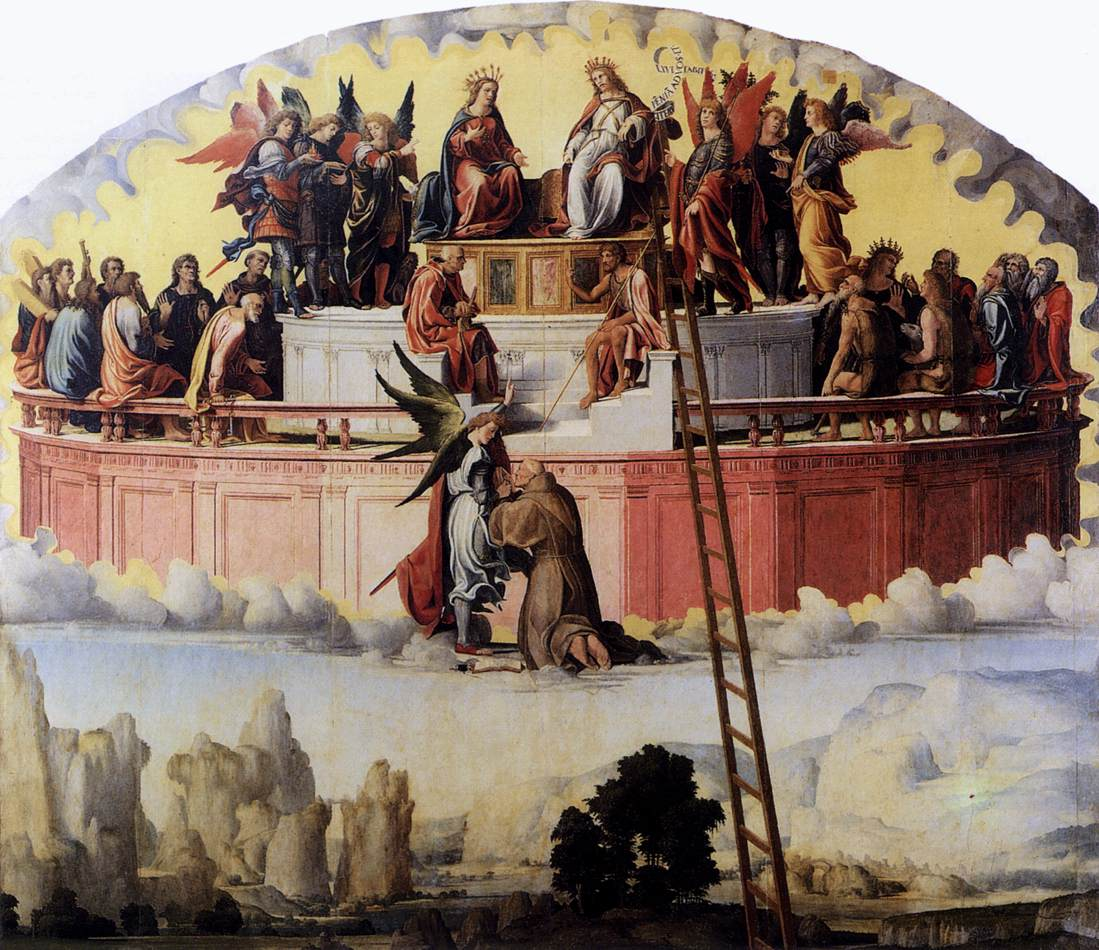
Pedro Fernández, Vision of the Blessed Amedeo Menez de Sylva, około 1514

Barachiel wstawia się w modlitwie za ludźmi w potrzebie. Prosi Boga o błogosławieństwo we wszystkich dziedzinach życia ludzi. Mówi się, że wzbudza poczucie humoru u ludzi, którzy przez niego doświadczają Bożych błogosławieństw. Według tradycji katolickiej Barachiel jest patronem małżeństwa i życia rodzinnego. Opiekuje się niepłodnymi parami. Panuje nad błyskawicami i burzami. Troszczy się o potrzeby nawróconych.
Uważany za anioła lutego. Włada Jowiszem, rządzi Skorpionem i Rybami. Wraz z Urielem i Rubielem przywoływany jest w zaklęciach, które mają zapewnić szczęście w grach hazardowych. Jest Aniołem Fortuny, Pomyślności i Bogactwa.
Jego kolorem jest zielony. Reprezentuje uzdrowienie i dobrobyt.

## W Biblii i apokryfach
Jego imię nie występuje w Piśmie Świętym. Znane jest tylko z pism apokryficznych. Jego imię pojawia się w różnych wariantach: Barachiel, Barchiel, Baraqiel, Barkiel, Barbiel, Barakel, Baraqel, Pachriel oraz Varachiel.
W Trzeciej Księdze Henocha jest opisany jako jeden z anielskich książąt. Towarzyszy mu niezliczona liczba około 496 000 aniołów. Barachiel należy do Serafinów strzegących tronu Boga. Jest przywódcą wszystkich aniołów stróżów.

## W tradycji żydowskiej
Barachiel jest często kojarzony z błogosławieństwami, planetą Jowisz i sefirą Chesed.

## W grymuarach
W Lemegetonie, w Sztuce Almadeli, jest naczelnym aniołem pierwszej i czwartej wysokości.

## W tradycji Kościołów
W XV wieku mnich Amadeusz z Portugalii (zm. 1482) opisał siedmiu archaniołów, z których jednego nazwał Barachielem.
Barachiel jest uznany za świętego w Kościele prawosławnym. Jest czczony jako święty przez niektórych członków Kościoła rzymskokatolickiego. Jako jeden z nielicznych aniołów trafił do luterańskiego kalendarza liturgicznego.
W kościele prawosławnym jest jednym z trzech Aniołów, którzy ukazali się Abrahamowi pod dębem Mamre. Przepowiedział Abrahamowi i Sarze narodziny Izaaka. Jego wspomnienie (wraz z pozostałymi archaniołami) obchodzone jest 8 listopada (21 listopada według kalendarza gregoriańskiego) jako Synaxis Archanioła Michała i innych bezcielesnych mocy. Zostało ustanowione na synodzie w Laodycei w 363–364.

## Ikonografia
Czasami trzyma białą różę na piersi lub ma płatki róż rozrzucone na ubraniu, zwłaszcza na płaszczu. Rozrzucanie płatków róż symbolizuje błogosławieństwa Boże spływające na ludzi. W katolicyzmie przedstawiany jest jako trzymający kosz na chleb lub laskę. Symbolizują one błogosławieństwa dzieci, którymi Bóg obdarza rodziców. Na obrazach pojawia się albo jako mężczyzna, albo jako kobieta, co ma podkreślać jego działanie jako przynoszącego błogosławieństwa.
W tradycji katolickiej bywa ukazywany z księgą przedstawiającą Biblię i encykliki papieskie, które pouczają ludzi, jak wieść życie małżeńskie i rodzinne. Na ikonach jest przedstawiany w różowym stroju, co symbolizuje błogosławieństwa i nieskończoność łaski Boskiej.
Barachiel jest rzadko spotykany w ikonografii Kościoła Zachodniego. Przedstawiono go na bizantyjskim fresku w kościele San Angelo Carmelitano w Palermo wraz z pozostałymi sześcioma archaniołami. Przy przedstawieniu Barachiela znajdowało się słowo adjutor, czyli pomocnik. Odkrycie doprowadziło do rozkwitu kultu siedmiu archaniołów. W 1698 dekret Kongregacji do spraw Świętych Obrzędów ograniczył kult archaniołów, w tym Barachiela. Za namową władz kościelnych jego przedstawienia, podobnie jak innych archaniołów, zostały zamalowane.
Barachiela można czasem spotkać na obrazach i figurach z okresu baroku, np. na obrazie galeryjnym w kościele farnym w Mattsies, dzielnicy miasta Tussenhausen, w kontrreformacyjnym programie malarskim na malowidłach stropowych w kościele parafialnym Maria Himmelfahrt w Weilheim oraz na obrazie mistrza z Calamarca z Boliwii z około 1750. Barachiel pojawia się na fresku autorstwa Michaela Willmanna na sklepieniu prezbiterium kościoła pw. św. Józefa w Krzeszowie.
Jego wizerunek zachował się m.in. w cerkwi św. Mikołaja Cudotwórcy w Michałowie.

## Galeria

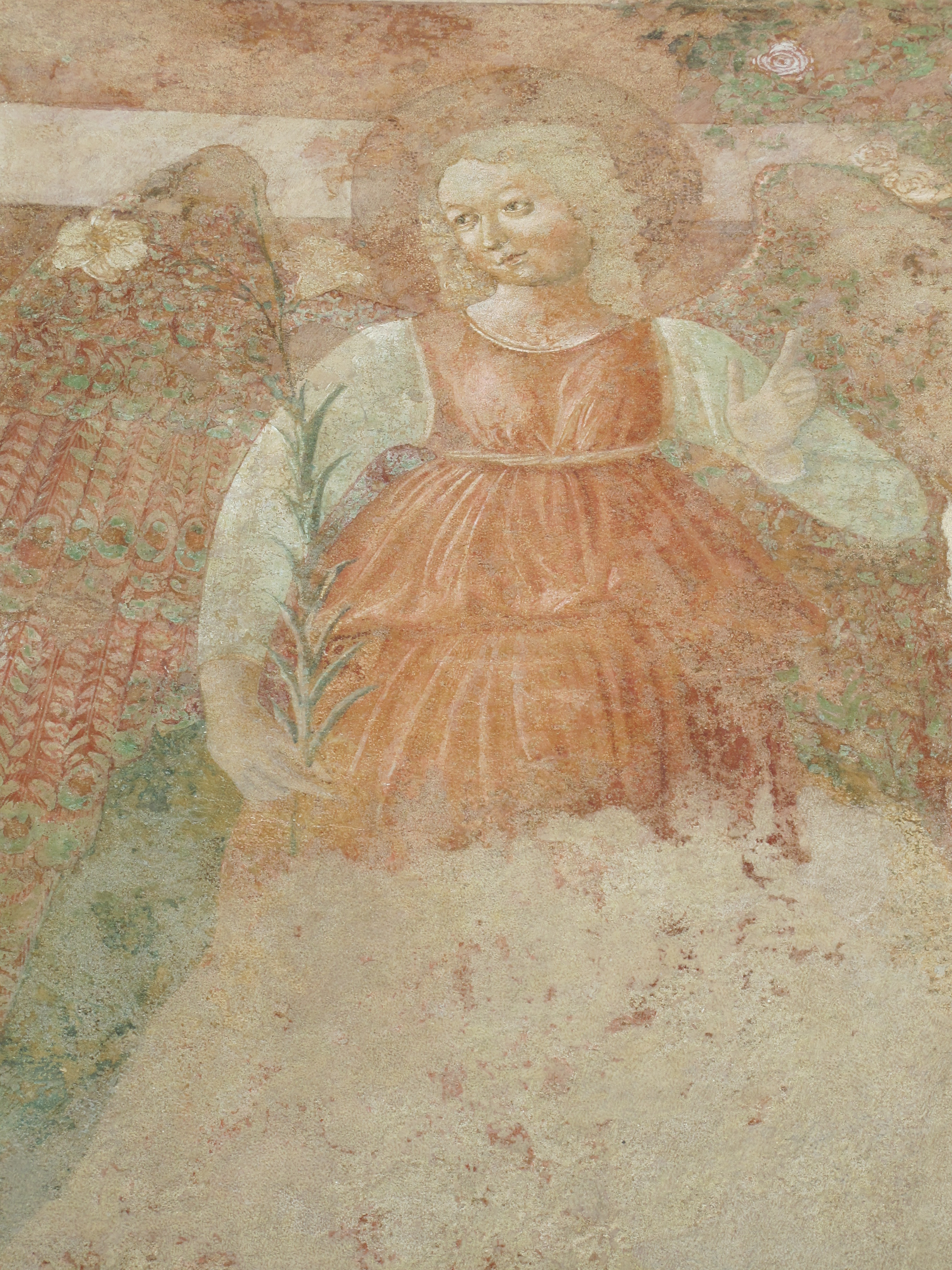
Na mozaice w Toskanii
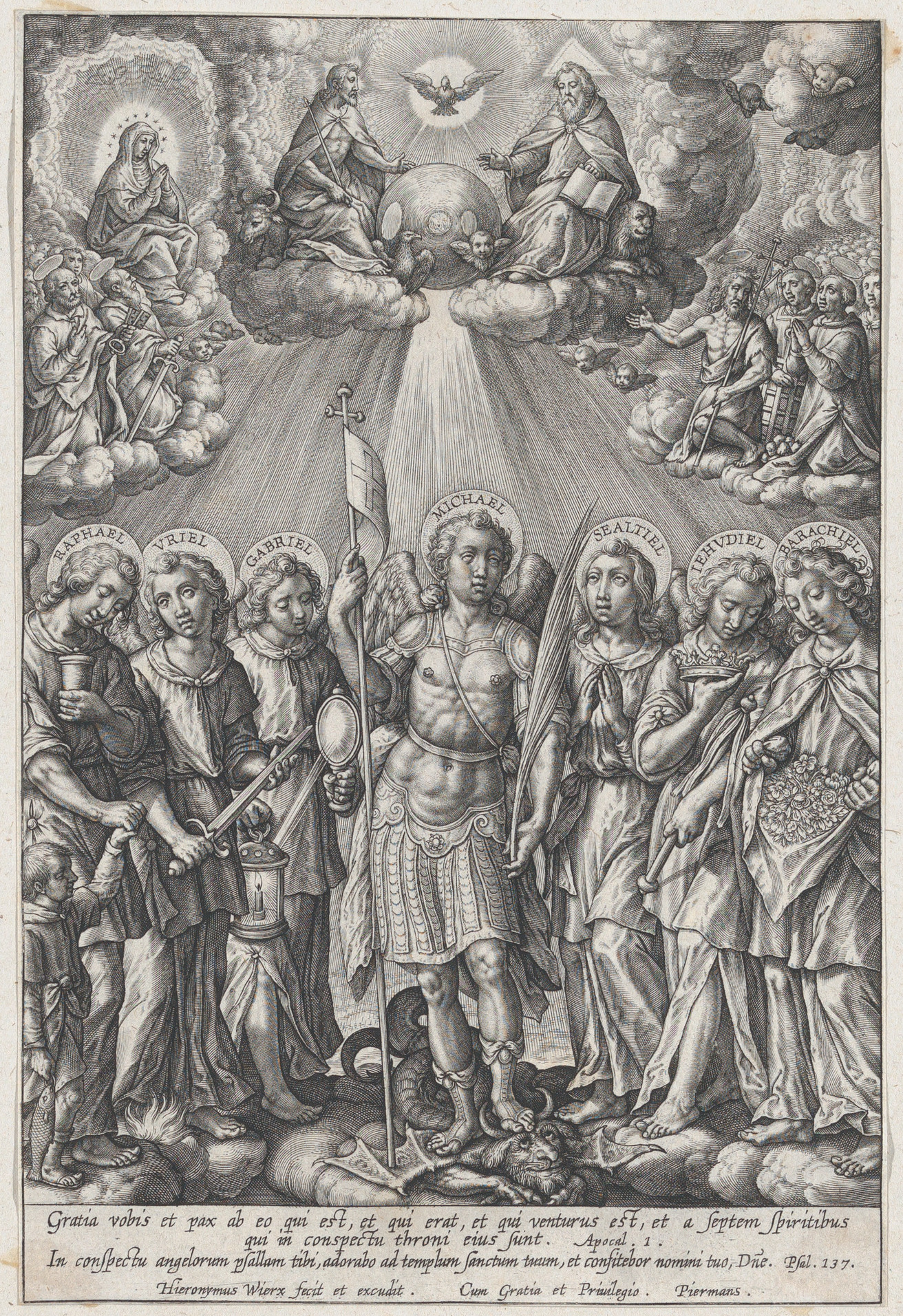
Siedmiu archaniołów na rycinie Hieronymusa Wierixa, 1570–1619, Barachiel pierwszy z prawej
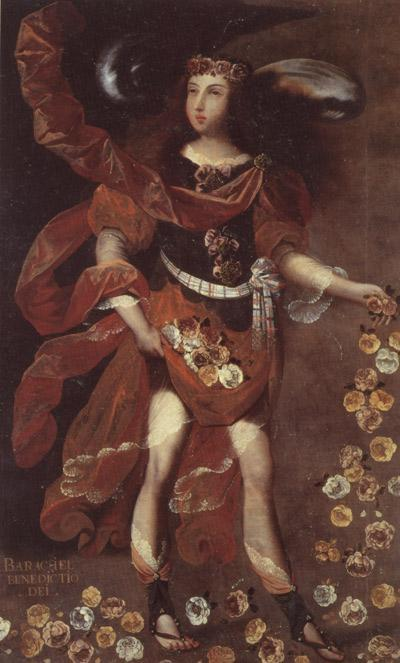
Na obrazie anonimowego malarza, około 1650
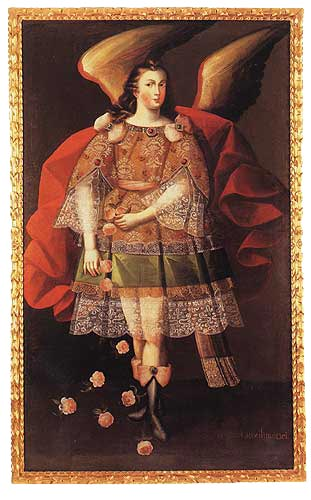
Barachiel na obrazie anonimowego autora, XVII wiek
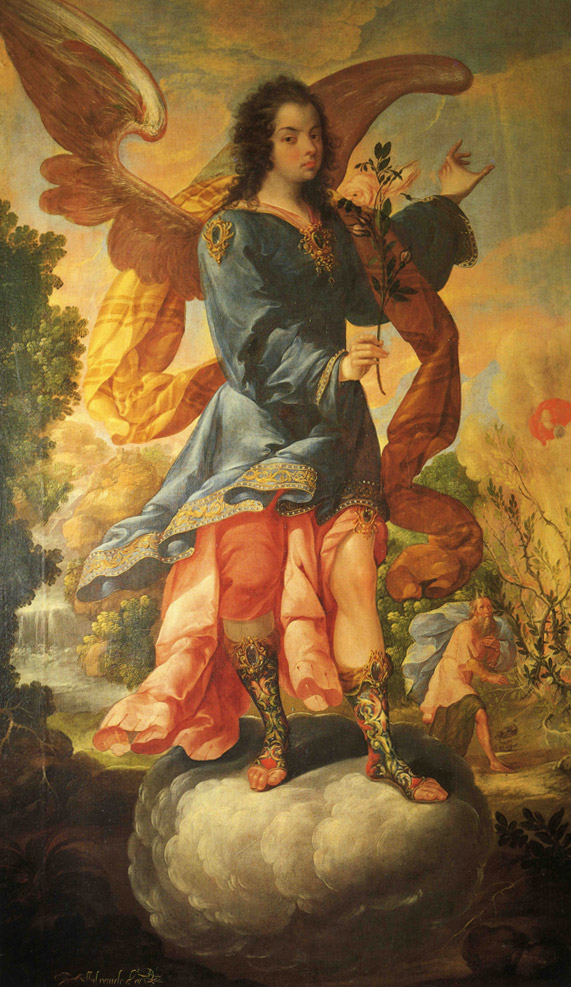
Na obrazie Cristóbala de Villalpando, około 1680–1690
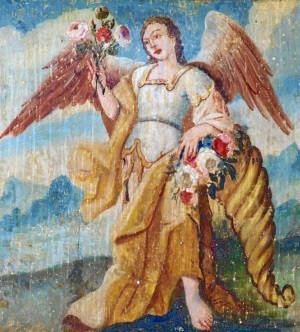
Na obrazie galeryjnym w kościele farnym w Mattsies, dzielnicy miasta Tussenhausen, 1730–1750
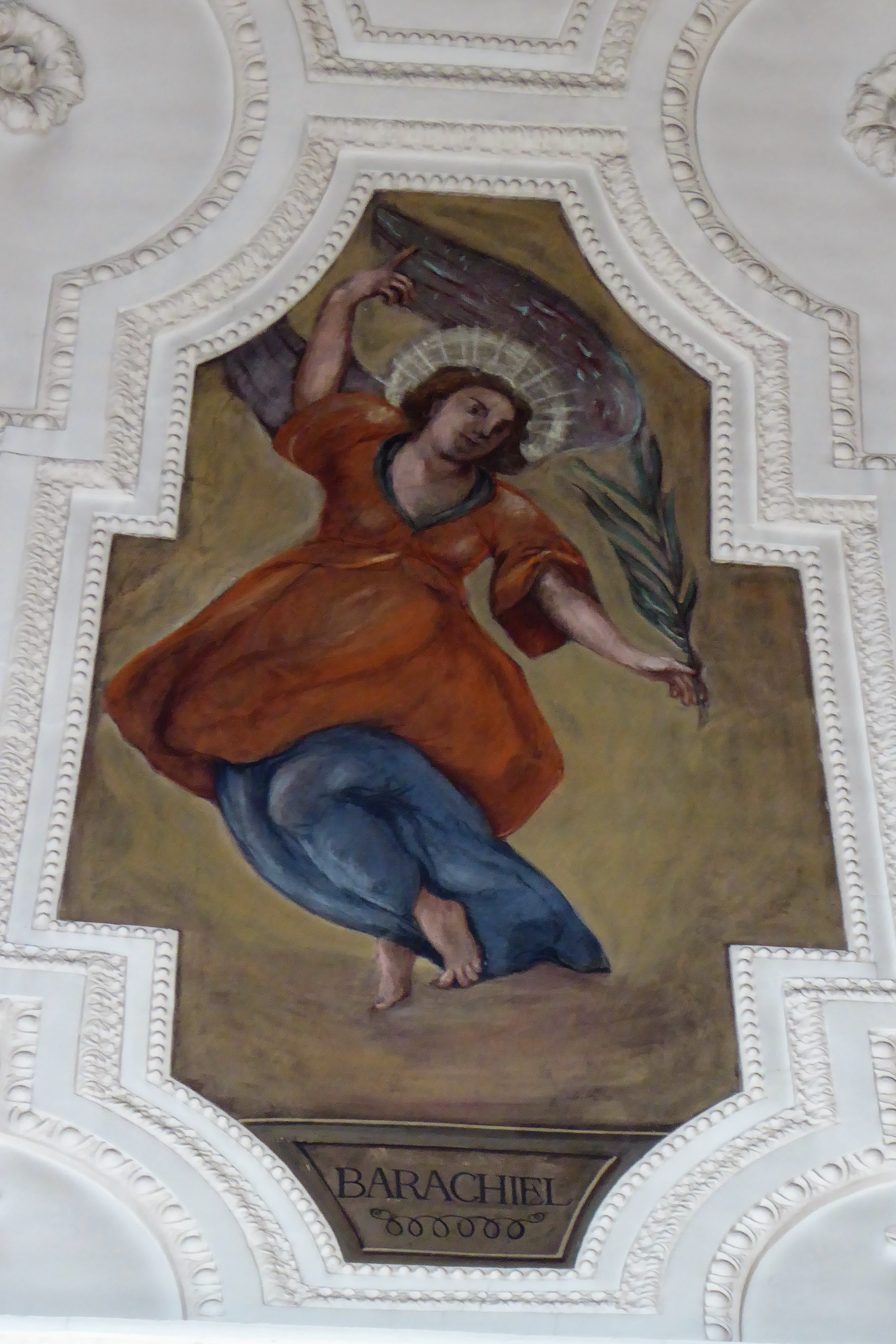
Na fresku w kościele Maria Himmelfahrt w Weilheim
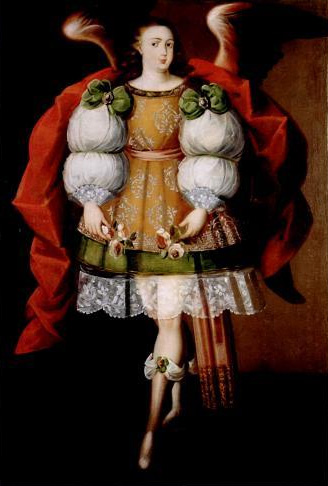
Na obrazie mistrza z Calamarca z Boliwii, I połowa XVIII wieku
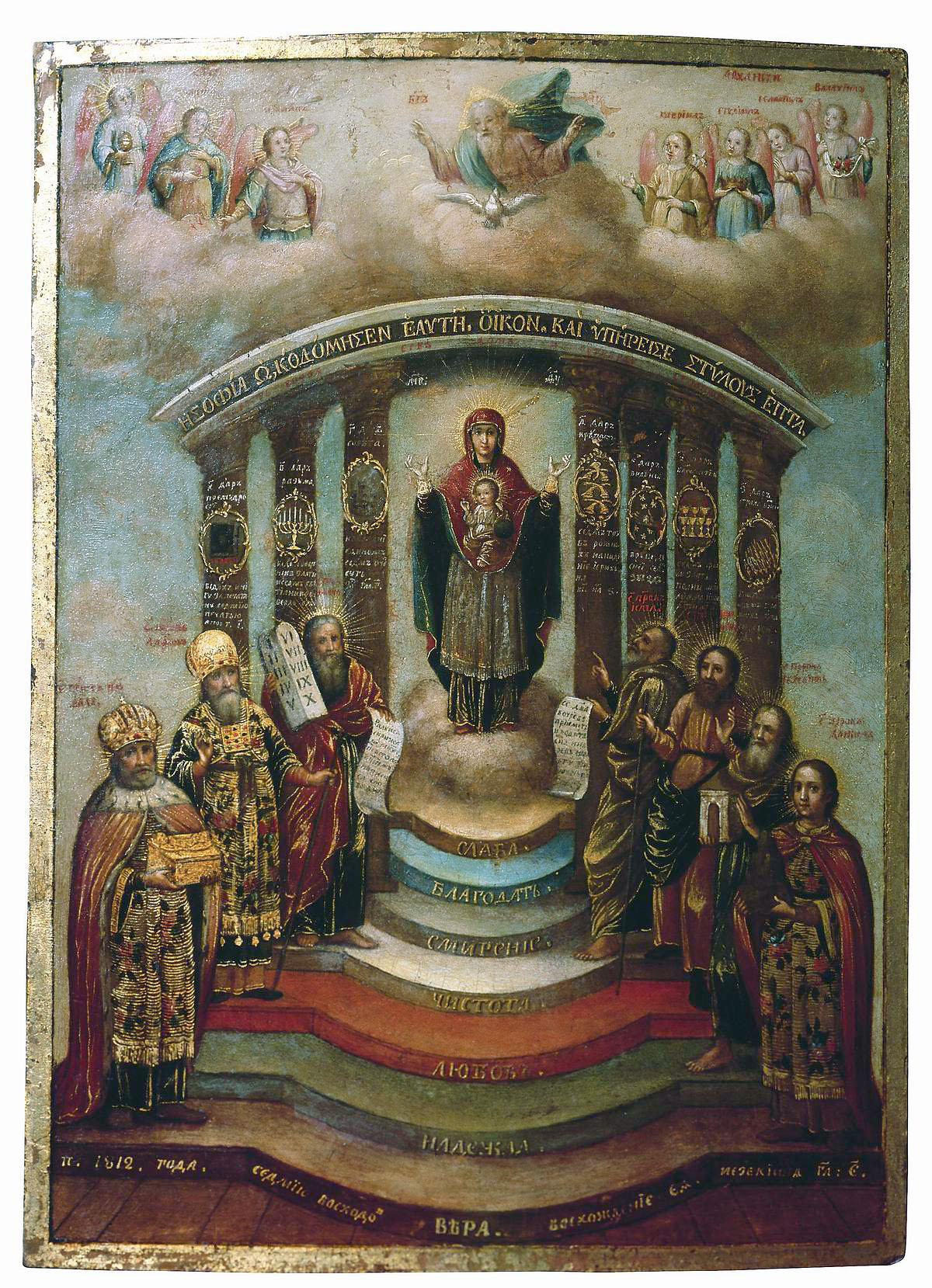
Ikona Mądrości Bożej z 1812, Barachiel pierwszy z prawej
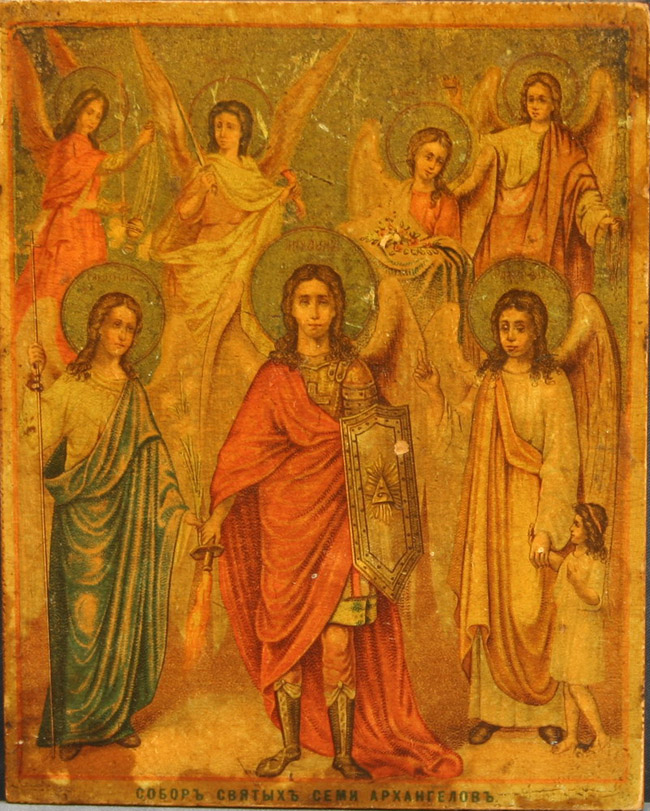
Rosyjska ikona z początku XX wieku, Barachiel drugi od prawej u góry
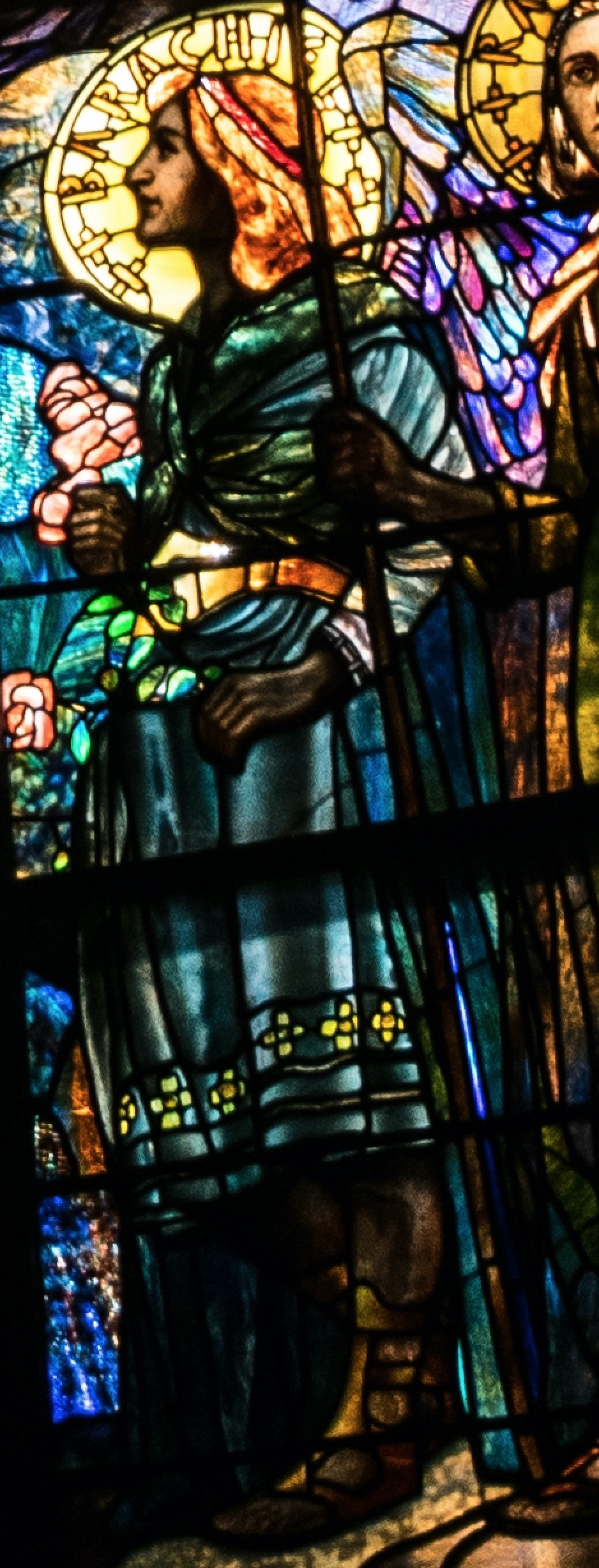
Na witrażu z kościoła episkopalnego św. Michała na Manhattanie w Nowym Jorku
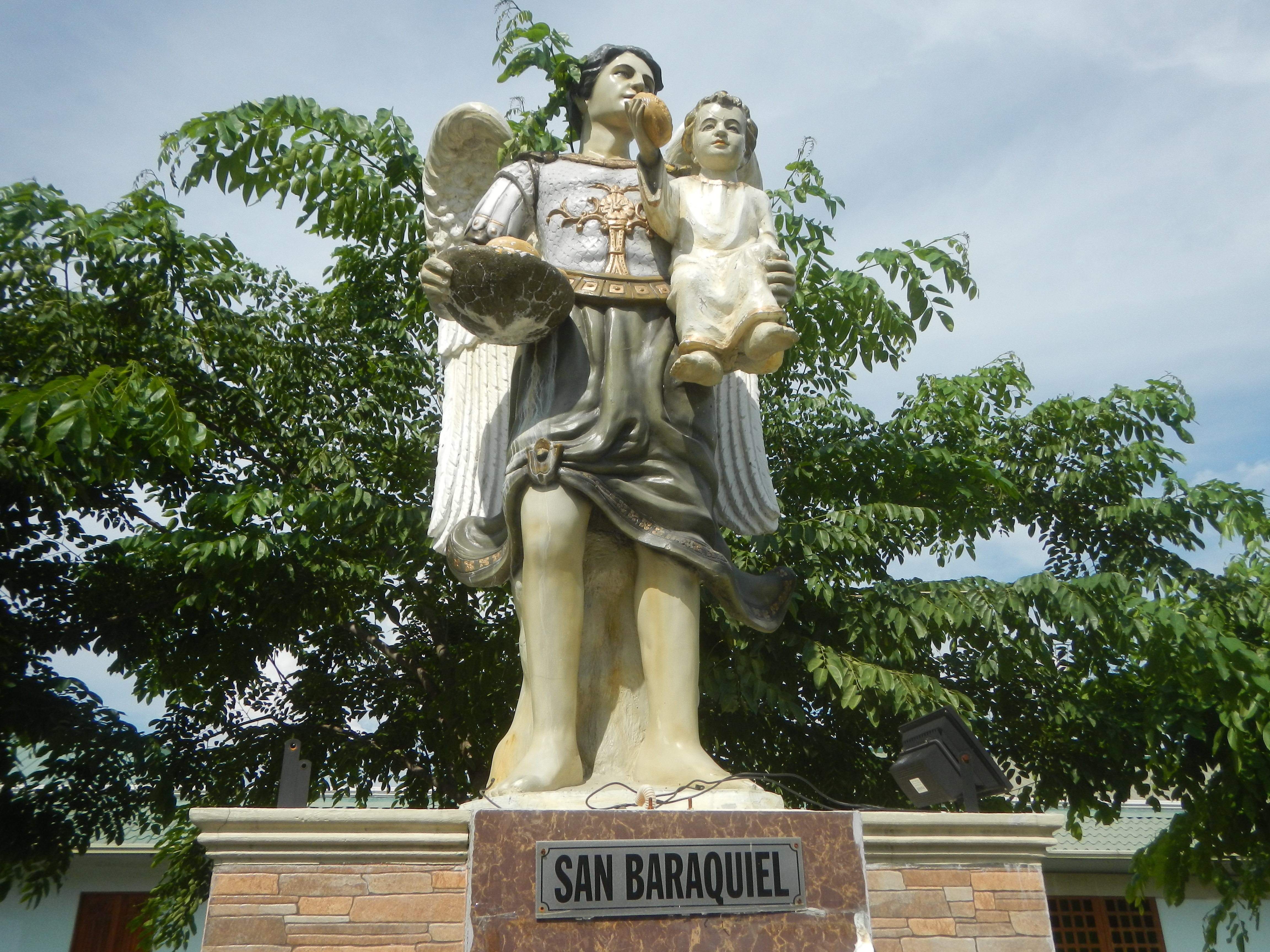
Rzeźba w Plaridel na Filipinach
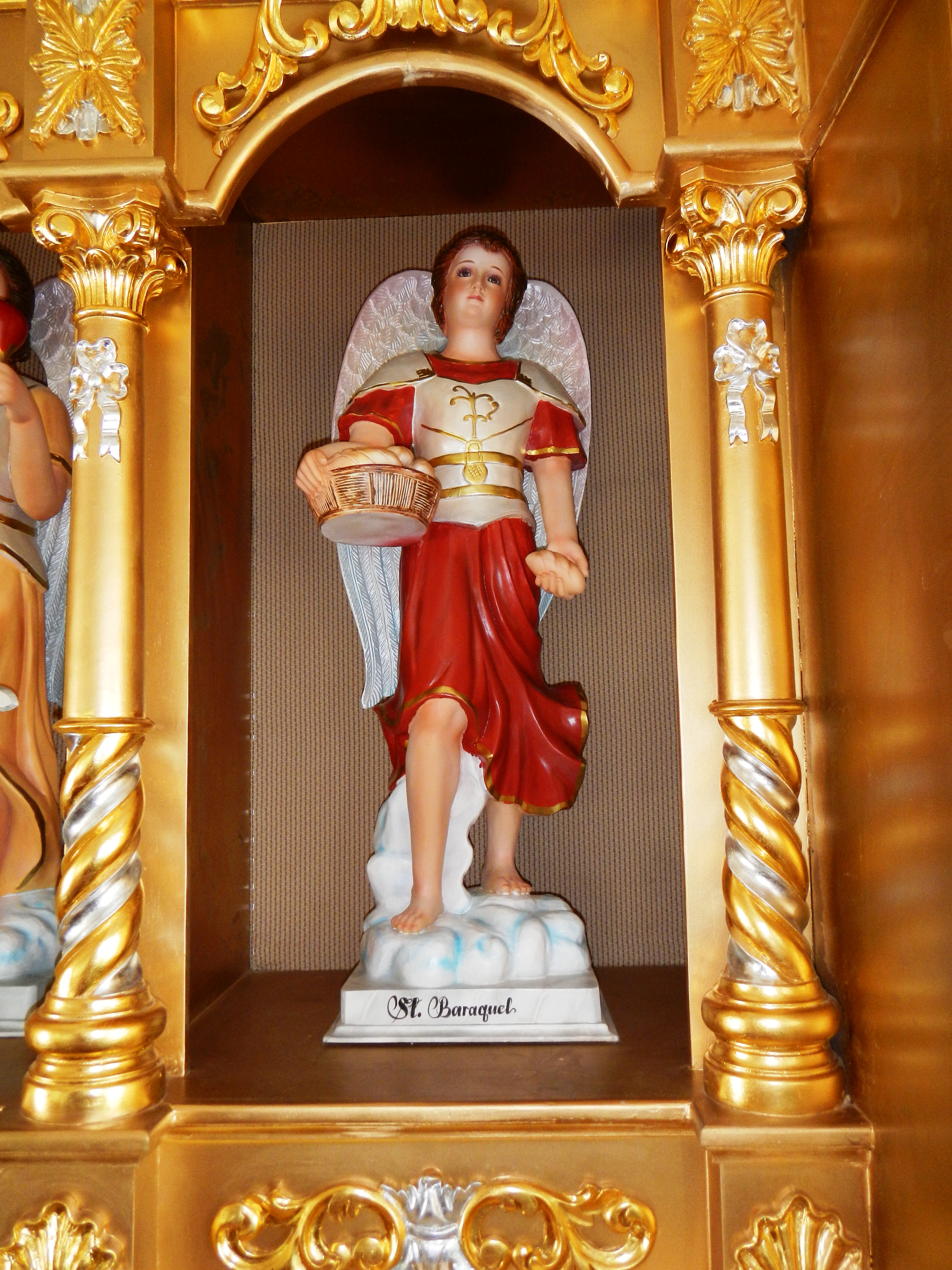
Rzeźba Barachiela w ołtarzu siedmiu archaniołów w kościele w Plaridel na Filipinach
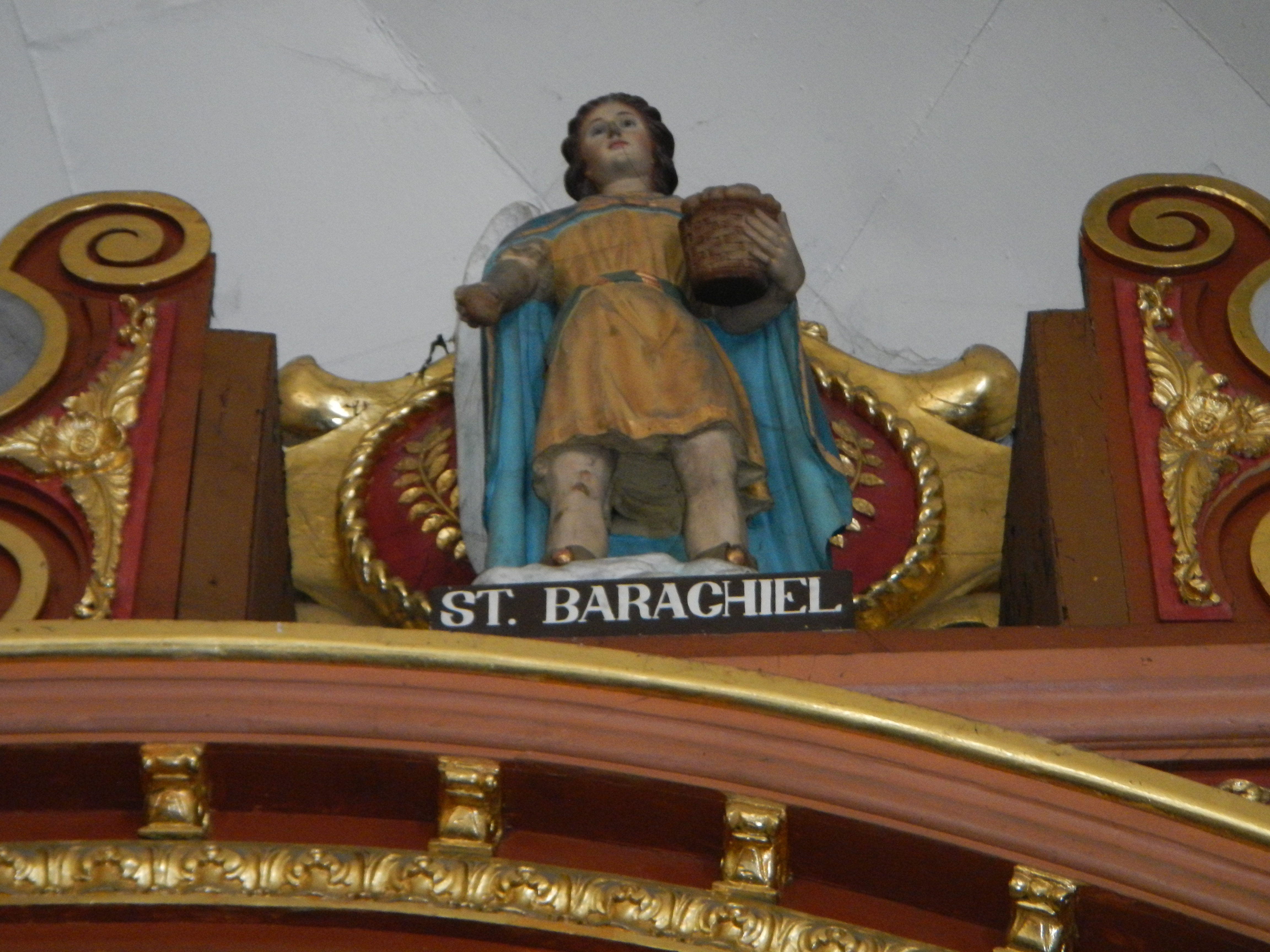
Rzeźba Barachiela w kościele San Miguel w Manili na FIlipinach